# Stéphanie de Beauharnais

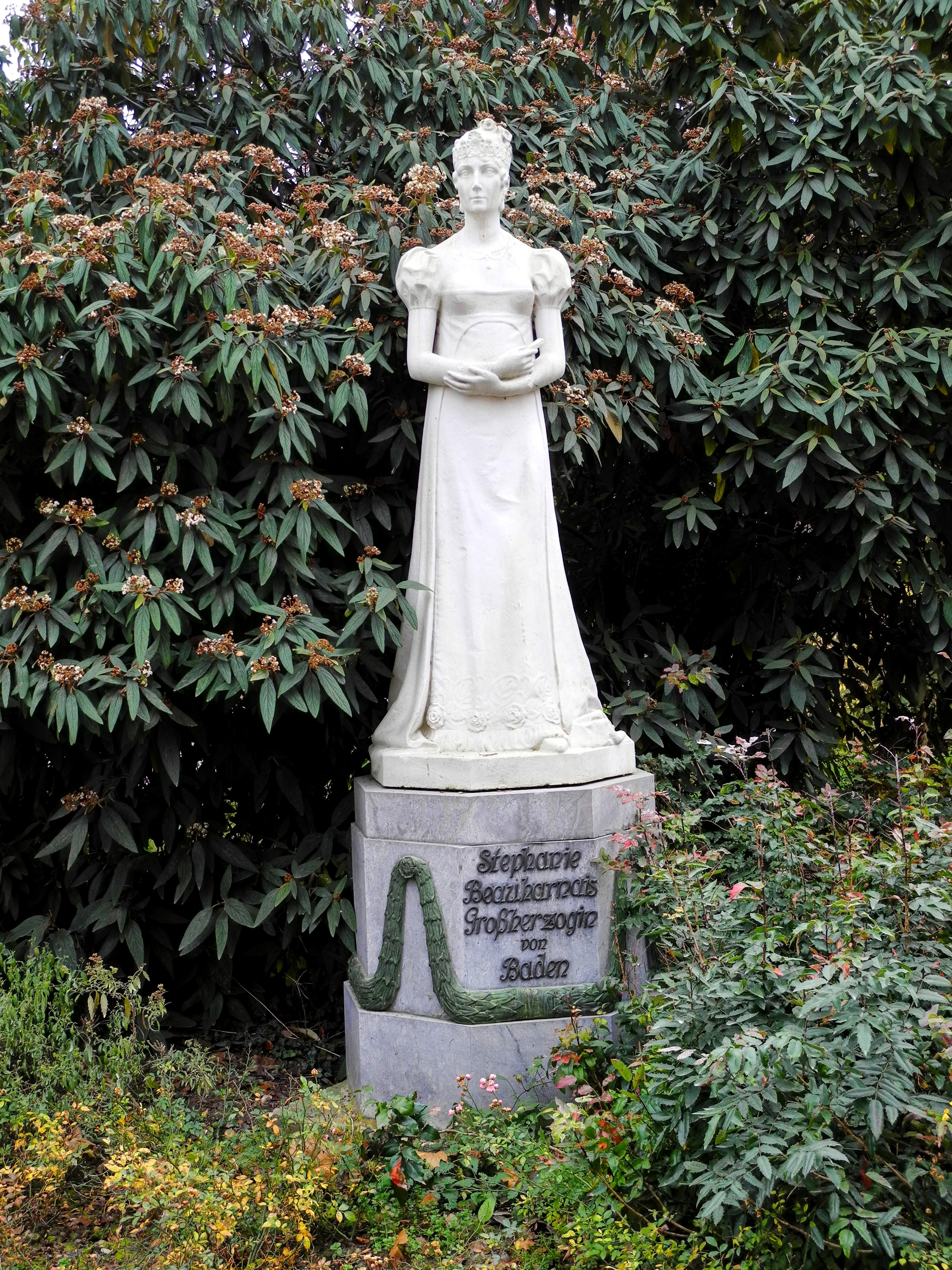
Socha Stéphanie de Beauharnais, Mannheim

Stéphanie Louise Adrienne de Beauharnais, také Stephanie Napoleon (28. srpna 1789 Versailles – 29. ledna 1860 Nice) byla adoptivní dcera Napoleona Bonaparte, sňatkem pak velkovévodkyně bádenská.

## Biografie

### Původ, mládí
Narodila se na počátku revoluce jako dcera Clauda de Beauharnaise. Otec byl bratrancem Alexandra Beauharnaise (popraven za hrůzovlády 1794), prvního manžela Josefiny, pozdější manželky Napoleona a císařovny francouzské. Její matka zemřela, když Stéphanii byly tři roky. Po smrti matky žila několik let v jižní Francii; poté, co se otec vrátil do Paříže, představil dceru Napoleonovi a jeho ženě Josefině. Dostalo se jí přiměřeného vzdělání a roku 1806 byla adoptována Napoleonem.

### Manželství, potomci
Téhož roku se provdala za bádenského korunního prince Karla Bádenského. Manželství vzniklo jako politicky motivované spojení a nelze je označit za šťastné. Zatímco Stefanie dlela v Mannheimu, trávil její manžel se svým strýcem Ludvíkem I. Bádenským čas orgiemi v Karlsruhe. Stefaniin adoptivní otec, Napoleon Bonaparte, byl velmi rozezlen poměry na bádenském dvoře, přesto však vytvořil nové velké Bádensko. Karel Fridrich Bádenský, vládnoucí bádenský velkovévoda, byl nicméně vyzván k tomu, aby Ludvíka, svého nejmladšího syna z prvního manželství, vykázal ze sídelního města. Stefanii to pramálo pomohlo, sblížili se s manželem teprve po letním pobytu v Baden-Badenu v roce 1810; v červnu roku 1811 pak se narodilo první dítě, dcera. Druhé dítě, syn, narozený v září 1812, zemřel měsíc po narození; později se vyskytly klepy, že dítě bylo vyměněno za nemocného kojence, přežilo a roku 1828 se stalo známým pod jménem Kašpar Hauser. Další syn se narodil 1816, ale ve věku jednoho roku zemřel. Přehled:
- Luisa (5. června 1811 – 19. července 1854), ⚭ 1830 Gustav Švédský (9. listopadu 1799 – 4. srpna 1877), švédský korunní princ
- Syn (*/† 1812)
- Josephine (21. října 1813 – 19. června 1900), ⚭ 1834 Karel Antonín Hohenzollernský (7. září 1811 – 2. června 1885), kníže z Hohenzollern-Sigmaringenu
- Alexander (1. května 1816 – 8. května 1817)
- Marie Amélie (11. října 1817 – 17. října 1888), ⚭ 1843 William Douglas-Hamilton, 11. vévoda z Hamiltonu (15. února 1811 – 15. července 1863)

### Bádenská velkovévodkyně
Roku 1811 se Karel stal velkovévodou bádenským. V letech úpadku napoleonského císařství, 1813–1815, Stefanie bojovala o práva svého manžela, jehož spojenci chtěli sesadit s trůnu. Po sedmi letech vlády v roce 1818 však Karel náhle zemřel, nezanechav mužských potomků. Stéphanie, jejíž postavení ve vztahu k novému bádenskému panovníkovi, strýci jejího zesnulého manžela Ludvíkovi I. Bádenskému, bylo přinejmenším problematické, se stáhla z života u dvora a žila střídavě v Mannheimu a ve svém letním sídle v Baden-Badenu. Za společnost volila především malíře a hudebníky. V Mannheimu založila zámecký anglický park a angažovala se v sociální péči.
Po roku 1848 se angažovala pro syna své sestřenice Hortense de Beauharnais, Napoleona III. V prvních letech, když ještě sídlil v Elysejském paláci, plnila povinnosti první dámy Druhé Francouzské republiky. Snažila se realizovat sňatek své vnučky Karoly s Napoleonem III., ale setkala se s odporem jak dívky samotné, jež byla o dvacet let mladší než její nápadník, tak i jejího otce Gustava Vasy, který žil od svých deseti let jako vyhnanec a nechtěl jedinou dceru vydat všanc nejistému osudu manželky pretendenta.
Poslední léta života trávila Stefanie částečně v Mannheimu, částečně na cestách a návštěvách u různých příbuzných a potomků. V Bádensku byla mimořádně populární u lidu a u středních vrstev a byla nazývána "dobrou vévodkyní".
Zemřela 29. ledna 1860 v Nice ve Francii. Pochována je v knížecí kryptě rodu Zähringen v Pforzheimu.